# Siegfried-Michael Ressel
Siegfried-Michael Ressel (eigentlich Karl Hans Siegfried Reßel, * 28. Februar 1916; † 9. Juli 1997 in Berlin) war ein deutscher Film- und Theaterschauspieler.

## Wirken
Ressel hatte in den 1950er-Jahren Engagements an Theaterbühnen wie dem Theater der Freundschaft Berlin, 1956 spielte er in Samuil Marschaks Märchenspiel Das Tierhäuschen (Regie Hans-Dieter Schmidt); Als Theaterschauspieler war er bis Mitte der 1970er-Jahre aktiv.
Außerdem wirkte Ressel als Sprecher bei Hörspiel-Produktionen, bei einer Reihe von DEFA-Spielfilmen und in Fernsehproduktionen des Deutschen Fernsehfunks mit; dabei arbeitete er mit Regisseuren wie Richard Groschopp (Entlassen auf Bewährung, 1965), Horst Hawemann, Hubert Hoelzke, Lutz Köhlert, Wolfgang Luderer, Horst Netzband, Wolfgang E. Struck und Robert Trösch zusammen.   Zu sehen war er des Weiteren in Fernseh-Serien und -Reihen wie in Fernsehpitaval, Blaulicht, Gewissen in Aufruhr (1961) von Erwin Geschonneck und in Der Staatsanwalt hat das Wort. Seine letzte Fernsehrolle hatte er in der TV-Adaption von Tagebuch der Anne Frank (1982) unter der Regie von Mirjana Erceg.

## Filmografie
- 1955: Die gestohlene Prinzessin (Regie: Karl-Heinz Biber)
- 1955: Vom Wendelstein zur Neuenburg  (Regie: Wolfgang Luderer)
- 1956: Das Tierhäuschen (Regie: Hans-Dieter Schmidt)
- 1955: Das Loch in der Mauer (Regie: Robert Trösch)
- 1959: Weimarer Pitaval: Der Fall Wandt
- 1960: Johnny Belinda (Regie: Hans-Jürgen Degenhardt)
- 1961: Blaulicht (Fernsehserie)
- 1961: Gewissen in Aufruhr (Fernsehserie, Regie: Erwin Geschonneck)
- 1961: Premiere im Admiralspalast (Regie: Wolfgang E. Struck)
- 1961: Die Jagd nach dem Stiefel (Regie: Hubert Hoelzke)
- 1962: Wohl dem, der lügt (Fernsehfilm)
- 1963: Humphrey George (Regie: Lutz Köhlert)
- 1965: Entlassen auf Bewährung (Regie: Richard Groschopp)
- 1968: Ein Krug mit Oliven (Regie: Heiner Möbius)
- 1969: Spiel vor dem Feind (Regie: Hilmar Elze, Horst Hawemann)
- 1972: Tschintschraka oder Das große Abenteuer eines kleinen Gauklers (Regie: Horst Netzband)
- 1975: König Jörg (Regie: Horst Netzband, Konrad Zschiedrich)
- 1975: Die Schneekönigin (Regie: Heiner Möbius)
- 1980: Der Staatsanwalt hat das Wort (Fernsehserie)
- 1982: Das Tagebuch der Anne Frank (Regie: Mirjana Erceg)

## Hörspiele
- 1950: Georg Kaiser: Zweimal Amphitryon (Hauptmann) – Regie: Werner Stewe
- 1962: Gerhard Stübe: Das Südpoldenkmal (Campbell) – Regie: Fritz Göhler
- 1970: Werner Heiduczek: Die Brüder – Bearbeitung und Regie: Fritz Göhler
- 1970: Stephan Hermlin: Scardanelli – Regie: Fritz Göhler